# Grand Prix de Pau 1949
De Grand Prix van Pau 1949 was een autorace die werd gehouden op 18 april 1949 op het Circuit de Pau in Pau.

## Uitslag
| Positie | Rijder                                 | Team          | Ronden | Tijd/Opgave |
| ------- | -------------------------------------- | ------------- | ------ | ----------- |
| 1       | Juan Manuel Fangio                     | Maserati      | 110    | 3:36:11.9   |
| 2       | Toulo de Graffenried                   | Maserati      | 110    | + 16.8      |
| 3       | Benedicto Campos                       | Maserati      | 109    | + 1 Ronde   |
| 4       | Louis Chiron Guy Mairesse              | Talbot-Lago   | 108    | + 2 Rondes  |
| 5       | Louis Rosier Eugène Chaboud            | Talbot-Lago   | 108    | Uitgevallen |
| 6       | Maurice Trintignant                    | Simca-Gordini | 107    | + 3 Rondes  |
| 7       | Robert Manzon                          | Simca-Gordini | 98     | Uitgevallen |
| 8       | Georges Grignard Yves Giraud-Cabantous | Talbot-Lago   | 91     | + 19 Rondes |
| NF      | Nello Pagani                           | Maserati      | 46     |             |
| NF      | Charles Pozzi                          | Talbot-Lago   | 23     |             |
| NF      | Harry Schell                           | Talbot-Lago   | 23     |             |
| NF      | Pierre Levegh                          | Talbot-Lago   | 16     |             |
| NF      | Guy Mairesse                           | Talbot-Lago   | 9      |             |
| NF      | Philippe Étancelin                     | Talbot-Lago   | 8      |             |
| NF      | Eugène Chaboud                         | Maserati      | 4      |             |